# Joan Blondell
Joan Blondell, geboren als Rose Joan Blondell (New York, 30 augustus 1906 - Santa Monica, 25 december 1979) was een Amerikaanse actrice.

## Jeugdjaren
Blondell werd geboren in een familie vol artiesten die optraden in de vaudeville. Haar vader, Eddie Joan Blondell, Jr., was een komiek die een van de originele The Katzenjammer Kids was. Ze werd geboren in New York, maar verhuisde als tiener naar Dallas. Hier won ze in 1926 een missverkiezing onder de naam Rosebud Blondell en werd ze uitgeroepen tot Miss Dallas. Ze werd vierde bij de Miss America missverkiezing dat jaar.
Blondell was een student aan de universiteit wat nu de University of North Texas is. Hierna volgde ze een lerarenopleiding in een stad waar haar moeder toneelles gaf. Rond deze tijd deed Blondell modellenwerk en keerde ze terug naar New York, waar ze op Broadway terechtkwam. Hier werd ze in 1930 ontdekt.
Na onenigheden over haar artiestennaam, koos ze Joan Blondell en verhuisde ze naar Hollywood. Ze werd in 1931 uitgeroepen tot een van de WAMPAS Baby Stars.

## Carrière

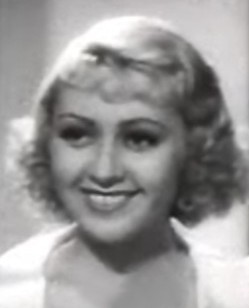
Blondell in Broadway Gondolier (1935)

Nadat ze een contract kreeg bij Warner Bros. Pictures en haar filmdebuut maakte in een korte film in 1930, kreeg ze vooral rollen als de vrouw die uit is op geld in de tijd van de Grote depressie. Het publiek viel al snel voor haar blauwe ogen, blonde haar en opmerkelijke persoonlijkheid. Ze had een druk schema en verscheen uiteindelijk in meer films voor Warner Brothers dan wie dan ook. Blondell groeide uit tot een van de best betaalde personen van de Verenigde Staten.
Aan het einde van het decennium was Blondell al in meer dan 50 films te zien en hoewel ze Warner Brothers in 1939 verliet, bleef ze voor de rest van haar leven werkzaam als actrice. Zo werd ze genomineerd voor een Academy Award voor Beste Vrouwelijke Bijrol voor haar rol in The Blue Veil.
Voor haar bijdragen aan de filmindustrie kreeg Blondell een ster op de Hollywood Walk of Fame.

## Persoonlijk
Blondell trouwde in 1932 met cinematograaf George Barnes. Samen kregen ze een zoon, Norman Powell, maar ze scheidden in 1936. Nog datzelfde jaar trouwde ze met Dick Powell, met wie ze een dochter, Ellen, kreeg. Nadat ze van hem scheidde in 1944, trouwde ze in 1947 met Mike Todd, van wie ze scheidde in 1950. Haar huwelijk met Todd was een emotionele en financiële ramp. Ze klaagde hem ooit aan, omdat hij haar voorbij de reling van een balkon aan haar enkels zou hebben vastgehouden. Hij gokte ook veel met enorme bedragen.
Blondell stierf op 73-jarige leeftijd aan leukemie.

## Filmografie
| - The Office Wife (1930) - Sinners' Holiday (1930) - Other Men's Women (1931) - Millie (1931) - Illicit (1931) - God's Gift to Women (1931) - The Public Enemy (1931) - My Past (1931) - Big Business Girl (1931) - Night Nurse (1931) - The Reckless Hour (1931) - Blonde Crazy (1931) - Union Depot (1932) - The Greeks Had a Word for Them (1932) - The Crowd Roars (1932) - The Famous Ferguson Case (1932) - Make Me a Star (1932) - Miss Pinkerton (1932) - Big City Blues (1932) - Three on a Match (1932) - Central Park (1932) - Lawyer Man (1933) - Broadway Bad (1933) - Blondie Johnson (1933) - Gold Diggers of 1933 (1933) - Goodbye Again (1933) - Footlight Parade (1933) - Havana Widows (1933) - Convention City (1933) - I've Got Your Number (1934) - He Was Her Man (1934) - Smarty (1934) - Dames (1934) - Kansas City Princess (1934) - Traveling Saleslady (1935) - Broadway Gondolier (1935) - We're in the Money (1935) - Miss Pacific Fleet (1935) - Colleen (1936) - Sons o' Guns (1936) - Bullets or Ballots (1936) - Stage Struck (1936) - Three Men on a Horse (1936) - Gold Diggers of 1937 (1936) - The King and the Chorus Girl (1937) - Back in Circulation (1937) | - The Perfect Specimen (1937) - Stand-In (1937) - There's Always a Woman (1938) - Off the Record (1939) - East Side of Heaven (1939) - The Kid from Kokomo (1939) - Good Girls Go to Paris (1939) - The Amazing Mr. Williams (1939) - Two Girls on Broadway (1940) - I Want a Divorce (1940) - Topper Returns (1941) - Model Wife (1941) - Three Girls About Town (1941) - Lady for a Night (1942) - Cry havoc (1943) - A Tree Grows In Brooklyn (1945) - Don Juan Quilligan (1945) - Adventure (1945) - The Corpse Came C.O.D. (1947) - Nightmare Alley (1947) - Christmas Eve (1947) - For Heaven's Sake (1950) - The Blue Veil (1951) - The Opposite Sex (1956) - Lizzie (1957) - Desk Set (1957) - This Could Be the Night (1957) - Will Success Spoil Rock Hunter? (1957) - Angel Baby (1961) - Advance to the Rear (1964) - The Cincinnati Kid (1965) - Ride Beyond Vengeance (1966) - Waterhole #3 (1967) - Stay Away, Joe (1968) - Kona Coast (1968) - Big Daddy (1969) - The Phynx (1970) - Support Your Local Gunfighter! (1971) - Won Ton Ton, the Dog Who Saved Hollywood (1976) - The Baron (1977) - Opening Night (1977) - Grease (1978) - The Champ (1979) - The Glove (1979) - The Woman Inside (1981) |

- Bibsys: 3043247
- Biblioteca Nacional de España: XX1738516
- Bibliothèque nationale de France: cb146598334 (data)
- Gemeinsame Normdatei: 133759601
- International Standard Name Identifier: 0000 0000 6158 0118
- Library of Congress Control Number: n84007709
- MusicBrainz: df7c72b7-17a8-40d3-bd4f-d98ddb18437f
- Nationale Bibliotheek van Tsjechië: xx0097556
- Nationale Bibliotheek van Israël: 987007423870705171
- Nederlandse Thesaurus van Auteursnamen: 074247352
- SNAC: w6668rv3
- Système universitaire de documentation: 059341815
- Virtual International Authority File: 54145857796123020207
- WorldCat: E39PBJfRwYBpcf8YcV7kRRRqcP